# Iafet

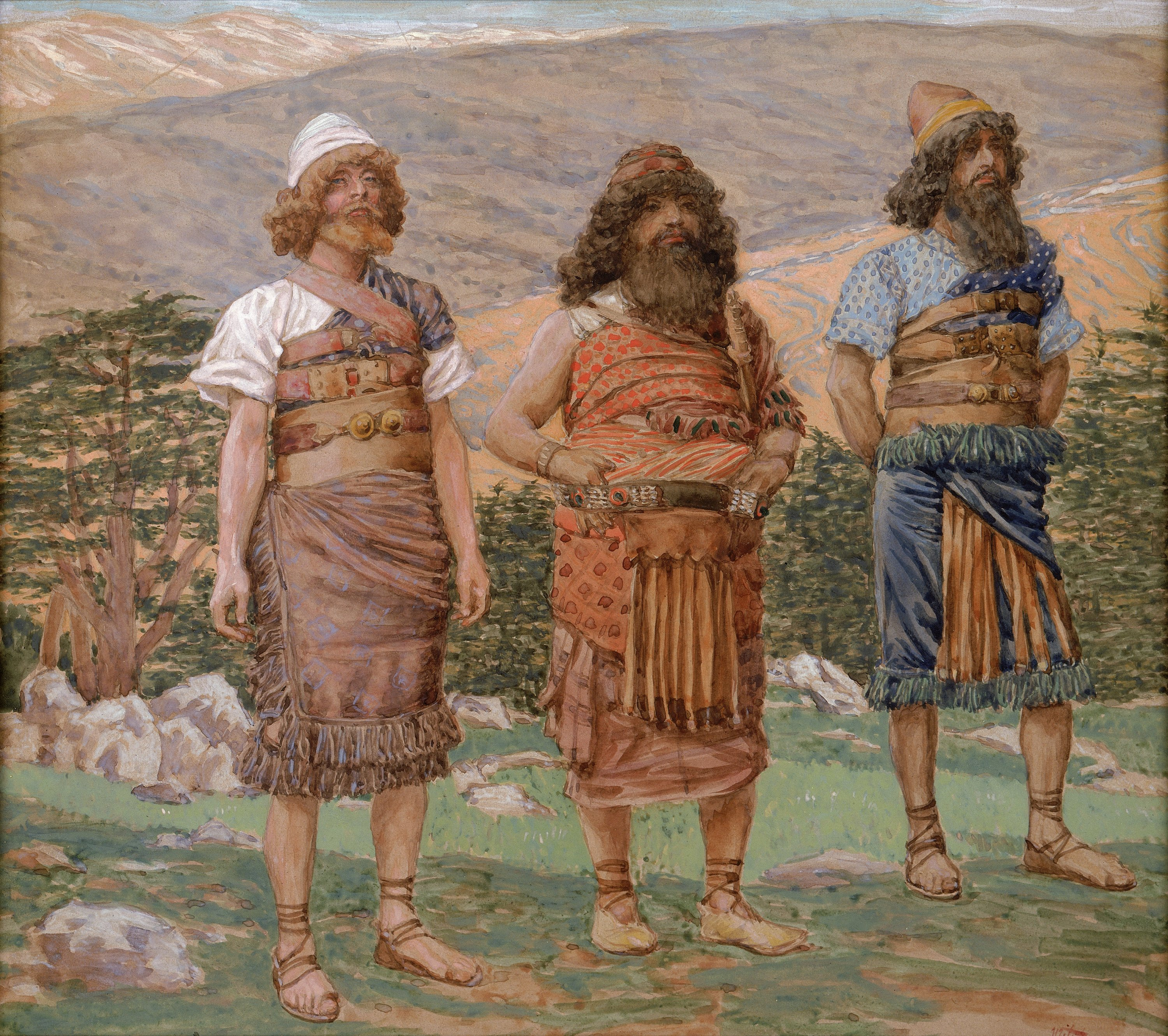
Sem, Ham şi Iafet (ilustrație de James Tissot 1904)

Conform Genezei 5:32, Iafet a fost un personaj biblic, fiind al treilea fiu al lui Noe, frate al lui Sem și Ham. Potrivit Genezei 10:2, Iafet a avut șapte fii: Gomer, Magog, Madai, Iavan, Tubal, Meșec și Tiras. Alături de frații săi Sem și Ham, reîntemeietor al seminției omenești după potop. Considerat strămoșul iafetizilor (europenilor), similar cu Sem, considerat strămoșul semiților, respectiv Ham, strămoșul africanilor.